# Alchemy (процессоры)
Alchemy — семейство микропроцессоров с низким энергопотреблением, в основе которых лежит архитектура MIPS. Процессоры семейства Alchemy применяются компаниями AMD, Raza Microelectronics и Sun Microsystems в их встраиваемых продуктах, таких как, например, сетевые процессоры. Сторонние компании используют процессоры Alchemy в малогабаритной потребительской электронике, например, в мультимедиаплеерах и GPS-приёмниках.
Модельный ряд продуктов включает в себя:
- AMD Alchemy Au1550 (сетевой процессор)
- Семейство Sun Ray 2 тонких клиентов.
- Несколько ПМП-устройств фирмы Cowon.

## История
Семейство процессоров Alchemy было разработано в Alchemy Semiconductor. В 2002 Alchemy Semiconductor была приобретена компанией AMD, а летом 2006 линия процессоров Alchemy была продана компании Raza Microelectronics. В декабре 2007 Raza Microelectronics изменила своё название на RMI. В июне 2009 NetLogic Microsystems приобрела RMI за $183.4 миллионов. В сентябре 2011 года компания NetLogic Microsystems была приобретена Broadcom. С тех пор о судьбе процессоров Alchemy ничего неизвестно.